# Pinsaguel
 Pinsaguel  là một xã thuộc tỉnh Haute-Garonne trong vùng Occitanie tây nam nước Pháp. Xã này nằm ở khu vực có độ cao trung bình 151 mét trên mực nước biển.
Lâu đài Pinsaguel là một lâu đài thế kỷ 13 đã được Bộ Văn hóa Pháp xếp hạng vào danh sách di tích lịch sử.